# ایگور سوکولوف
ایگور سوکولوف (روسی: Игорь Александрович Соколов؛ زادهٔ ۲ ژانویهٔ ۱۹۵۸) تیرانداز اهل روسیه است.